# Kościół św. Piotra w Seehausen (Altmark)
Kościół parafialny św. Piotra w Seehausen (Altmark) (niem. Pfarrkirche St. Petri in Seehausen (Altmark)) – gotycki kościół ewangelicko-luterański w Seehausen (Altmark).

## Historia i architektura
Budowę kościoła parafialnego św. Piotra w dzielnicy Neustadt rozpoczęto pod koniec XII w. Był to trzynawowy kościół halowy, wzniesiony z kamienia na planie krzyża łacińskiego, przebudowany następnie na romańską bazylikę. W XIII w. zbudowano od zachodu dwuwieżową fasadę z cegły ze wspaniałym, ostrołukowym portalem w przyziemiu. W poł. XV w. kościół przebudowano w stylu późnogotyckim a w 1486 do fasady dobudowano kaplicę Mariacką. W XV w. wieże podwyższono do obecnej wysokości 65 m. W 1676 zwieńczono je barokowymi hełmami. Na wieżach urządzony jest punkt widokowy. Korpus kościoła zamyka od wschodu niższe prezbiterium oddzielone od nawy głównej zachowanym z wcześniejszej budowli romańskim łukiem tęczowym.
Wewnątrz sklepienie krzyżowo-żebrowe podtrzymują okrągłe filary.
Najważniejszym elementem wyposażenia jest cenny późnogotycki poliptyk wyrzeźbiony w drewnie, przedstawiający w części centralnej Ukrzyżowanie, a w skrzydłach sześć scen pasyjnych. Dzieło to, pochodzące z Niderlandów, porusza przede wszystkim niezwykłą ekspresją.
Z pozostałych elementów wyposażenia na uwagę zasługuje barokowa ambona i epitafia z piaskowca (również barokowe).